# Clayton-le-Dale
Clayton-le-Dale – wieś w Anglii, w hrabstwie Lancashire, w dystrykcie Ribble Valley. Leży 41 km na północny zachód od miasta Manchester i 301 km na północny zachód od Londynu.
Parafia jest głównie rolnicza. Od czasu kryzysu związanego z pryszczycą w 2001 roku lokalne rozszerzają swoją działalność; na przykład Dowsons zaczął produkować lody na swojej farmie mlecznej i zaopatrywać supermarkety Asda i Booths